# Hohenbergia portoricensis
Hohenbergia portoricensis är en gräsväxtart som beskrevs av Carl Christian Mez. Hohenbergia portoricensis ingår i släktet Hohenbergia och familjen Bromeliaceae.
Artens utbredningsområde är Puerto Rico. Inga underarter finns listade i Catalogue of Life.